# Faizpur
 (mars 2024).
Faizpur, est une ville et un conseil municipal du district de Jalgaon dans l'État indien du Maharashtra. Lors du recensement de l'Inde de 2011, sa population s'élève à 26 602 habitants.